# Brian Jaén
Brian Jaén Mariño (Puerto Real, 29 de abril de 1998) conocido deportivamente como Brian Jaén es un futbolista español que juega como portero. Actualmente forma parte del Atlético Antoniano de la Segunda Federación.real Madrid 24 25.

## Trayectoria deportiva
Formado desde temprana edad en clubes de la Cádiz, Brian dio sus primeros pasos en el Novo Chinclana hasta que en 2010 entró en las categorías inferiores del Cádiz Club de Fútbol donde estuvo por tres temporadas. 
Más tarde, con catorce años, firma en la cantera del Real Madrid Club de Fútbol hasta llegar al conjunto U18 de Liga Nacional Juvenil de España. En enero de 2016 Brian regresa a Andalucía en esta ocasión para pasar a formar parte del conjunto U18 del Sevilla Fútbol Club consiguiendo ese año el campeonato de liga del grupo decimocuarto en la misma categoría.
El curso siguiente realizó su debut oficial con el combinado U19 en División de Honor Juvenil de España, que acabaría como segundo clasificado del grupo cuarto en la máxima categoría juvenil, y también con el segundo filial senior en categoría nacional, además de formar parte de la plantilla que disputó la edición 2016/2017 de la Liga Juvenil de la UEFA llegando hasta octavos de final.
Una vez finalizada su etapa formativa, el guardameta promociona a categoría senior con el Sevilla Fútbol Club "C" para competir en la Tercera División de España - Grupo X finalizando sexto clasificados. A principios del 2018 compitió en calidad de cedido en el Club Deportivo Guadalcacín de igual grupo para volver a final de campaña al filial sevillista.
Fue en el mercado de invierno de la temporada 2018/2019 cuando Brian retorna a la cantera del Cádiz Club de Fútbol firmando en el filial de Tercera División de España - Grupo X con quien se proclama campeón de liga consiguiendo además el ascenso de categoría a Segunda División B de España.
En la temporada 2019/2020 ficha por dos cursos en el Pontevedra C.F. del grupo I de Segunda División B de España debutando en el tercer nivel del fútbol español en el encuentro correspondiente a la séptima jornada de liga ante el Club Atlético de Madrid "B".
Para la temporada 2020/2021 recala en el Real Ávila Club de Fútbol de la Tercera División de España - Grupo VIII con el que finalizando en sexta posición en liga consigue clasificarse para la fase de ascenso a la nueva categoría de Segunda División RFEF.
El 6 de enero de 2022 es anunciado de forma oficial como nuevo jugador del Lincoln Red Imps F.C. de la Primera División de Gibraltar. Debutó en la máxima categoría del fútbol gibraltareño en el partido correspondiente a la novena jornada de liga en la victoria por 0-7 ante el Manchester 62 Football Club.

## Carrera deportiva

### Clubes
| Club                      | País      | Año         |
| ------------------------- | --------- | ----------- |
| Sevilla FC U19            | España    | 2016 – 2017 |
| Sevilla Fútbol Club "C"   | España    | 2017 – 2018 |
| C.D. Guadalcacín (cedido) | España    | 2018        |
| Cádiz Club de Fútbol "B"  | España    | 2018 - 2019 |
| Pontevedra C.F.           | España    | 2019 – 2020 |
| Real Ávila Club de Fútbol | España    | 2020 – 2021 |
| Lincoln Red Imps F.C.     | Gibraltar | 2022        |
| C.A. Antoniano            | España    | 2022 – 2024 |
| Chiclana C.F              | España    | 2024 -      |